# 湧別機雷事故
湧別機雷事故（ゆうべつきらいじこ）とは、1942年（昭和17年）5月26日、北海道紋別郡下湧別村（現在の湧別町）のポント浜に漂着した国籍不明の機雷を、爆破処理するために移動していたところ、機雷が爆発した事故である。
警察官や村の警防団、見物人など112人が死亡、112名が負傷した。

## 事件の経過
事件の舞台となった下湧別村は、北海道北部・オホーツク海に面した漁村である。昭和17年初頭の当時、太平洋戦争は開戦から半年ほど、日本軍がまだ快進撃を続けていた時期であり、北辺のこの地には平穏な空気が流れていた。流氷は南風を受けて去り、根雪が融けて畑土が顔を覗かせる中、住民らは鰊漁や作付けの準備に追われていた。
そんな折の4月ころから、漁民たちの間で「浮遊機雷らしいものが見える」との噂が立ち始めた。オホーツク海沿岸という立地条件故、日本海軍、あるいはソビエト連邦、アメリカ合衆国が敷設した機雷が流れたものと想像された。その機雷が、5月下旬に至って村内のポント浜（ポン・トは、アイヌ語で小さな沼の意）と、サロマ湖東岸のワッカ海岸（ワッカは、アイヌ語で水の意。砂州の中ながら淡水が湧き出す立地）に相次いで漂着した。
機雷漂着の知らせは村内の駐在所から内陸の遠軽警察署へ即座に伝えられた。警察署側では一挙に2個の機雷漂着に驚きながらも、これを安全な場所（陸上）に移した上で公開爆破処理する計画を立案、一般にも通達した。一般への通達は危険防止への配慮もあったが、時節がら「戦意高揚」（プロパガンダ）の目的でもあった。陸上での爆破処理は、機雷の威力を広く衆人に知らしめるとともに、仮に水中で爆破された場合、周辺海域の魚介が全滅することを嫌がった漁民の意見も受けてのことである。こうして、5月26日正午、ポント浜での爆破作業実施が決定した。
通達を受けた下湧別警防団では、爆心予定地から半径1,000 mを危険区域として赤旗で表示し、2個の機雷を並べて配置する作業に着手。前日の25日までに滞りなく終了した。

### 事故当日
26日当日、爆破処理の知らせは学校、隣組等を通じて広報され、さらに名寄本線あるいは湧網線には4両編成の臨時列車も運行されて見学者の便宜が計られるなどしたため、村内は祭りのような活況を呈していた。当日は晴天にも恵まれ、各地から押しかけた千人単位の見物人は、続々と会場のポント浜に向かいつつあった。1時間前には、すでに400人ほどが到着していたといわれる。
一方、会場に総動員された警防団は「爆発の威力を知らしめるため、2個の機雷は時間差を置いて爆破させる。しかし、最初の爆破で誘爆の恐れがある」との判断のもと、機雷のうち1個を移動させる作業に着手。17名の警防団が機雷にロープをかけ、人力で曳きはじめた。
ところが機雷を波打ち際から砂丘まで移動させた午前11時26分、警防団が取り囲む中、機雷が突如として大爆発した。移動作業に関わりながらも奇蹟的に生還した者は「青白い閃光と共に爆風で吹き倒され、様々なものが落ちてきた。ようやく気が付いて立ち上がってみると、体の上には土塊や人間の体の一部分が散乱していた。よろめきつつ逃げるまわりには、黒焦げの肉片が一面に散らばっていた」と語っている。
この爆発では、106人が即死した。爆心地には直径10 m、深さ3 mの大穴があき、半径50 m以内には原型をとどめない遺体、粉砕された部位が散乱。浜辺のハマナスは鮮血と肉片が飛び散り、慄然たる様相を呈していたという。さらにその後、重傷者のうち6人が容体の悪化で死亡した。

## その後
事故から10日後の6月5日、事故現場で北海道庁長官、北海道庁警察部長、札幌鉄道局長代理、網走支庁長も臨席しての合同慰霊祭が執行され、さらに翌年の1943年（昭和18年）には事故現場に「殉難者慰霊碑」が建立された。しかし海岸に近く建立された慰霊碑は波浪の害を受け劣化が目立ち始めたため、1951年（昭和26年）、湧別神社境内に移転した。1991年（平成3年）には海岸の護岸工事が完了したため、再度事件現場に戻された。
一方、犠牲者遺族への補償の路が開かれたのは、戦後数十年以上のちのことである。当時の清水清一町長（下湧別村は、この時期には町制が施行され湧別町になっていた）が、「防空に従事した警防団への補償があるのだから、機雷事故に関しても認められるべき」の考えから各方面に訴え、その努力が実り特別支出金の支給要綱に該当することとなった。1976年（昭和51年）の事である。
さらに1980年（昭和55年）には文官戦没者該当となり、犠牲者のうち警防団43名に勲記が授与された。
2010年（平成22年）、この事故で死亡した男性の弟から、兄の形見として保管されていた機雷の破片が、事故を後世へ伝えるための展示物として、湧別ふるさと館JRYへ寄贈された。同館ではこの寄贈を受けて、関連資料の収集を始めたものの、当時のことを記す一次資料はほとんどなく、写真資料も事故直前の現場を撮影した7点のみであった。被害の拡大の原因の一つは、戦意高揚の目的で多くの住民が現場に集められたためであり、資料を残すことに何らかの圧力がかかったとの指摘もある。